# Koud Hè?
Koud Hè? is een satirisch rapnummer uit de winter van 1987-1988 van Henk Spaan en Harry Vermeegen. Het nummer werd opgenomen voor hun televisieprogramma Verona bij Veronica en op single uitgebracht onder de naam The V-Boys. De tekst is geschreven door Henk Spaan, Harry Vermeegen en Henk Temming en de muziek is gecomponeerd door Temming en Sander van Herk, beide van popgroep Het Goede Doel. De riff in het middenstuk is ontleend aan het Beatlesnummer Day Tripper. De single was verkrijgbaar op 7-inch en als maxisingle met daarop een Dance Mix van Rutger Kroese en een acapella-uitvoering.

## Achtergrond
Het nummer heeft zijn oorsprong in de rubriek Bovenop het Nieuws waarin Spaan en Vermeegen in de winter van 1987-1988 als respectievelijk cameraman en journalist de straat op gingen om politici en andere bekende persoonlijkheden te interviewen. Vermeegen kwam nooit verder dan de vraag "Koud hè?" Het nummer werd vergezeld van een videoclip met tekeningen van Gerrit de Jager die ook de leader van Verona voor zijn rekening nam. Koud Hè? werd veel gedraaid op zowel Radio 2 als Radio 3 en werd een hit. De plaat behaalde de 17e positie in de Nederlandse Top 40 en de 14e positie in de Nationale Hitparade Top 100. In België werden de beide Vlaamse hitlijsten niet bereikt.

### Muts
In Bovenop het Nieuws droeg Vermeegen steevast een blauw-gele muts, ook als de temperatuur daar geen aanleiding toe gaf; een voorbeeld is het interview op zijn toenmalige thuisbasis Aruba waarin hij - negen jaar voor dato - aangaf een solocarrière niet uit te sluiten. Het succes van de single veroorzaakte een rage met Koud Hè?-mutsen en woordspelingen daarop; om op goede voet te blijven met Veronica-baas Rob Out kwam Vermeegen met de slogan Out Hè? Ter gelegenheid van haar olympische overwinning droeg schaatsster Yvonne van Gennip een Goud Hè?-muts.

## Andere uitvoeringen
- In de Verona-uitzending van 11 maart 1989 was het nummer te horen als Koud Man; Spaan en Vermeegen rapten het met Surinaamse accenten.
- In 2009 nam Vermeegen een soloversie op onder de titel Warm Hè? in het kader van een campagne inzake de verandering van het klimaat door de opwarming van de aarde.
- In 2017 verscheen de versie van het Vlaamse radio-duo Peter en Julie; Peter nam de rol van Vermeegen op zich, en Julie die van Spaan.